# جول الرحم (حريضة)

تعديل مصدري - تعديل

جول الرحم هي إحدى قرى عزلة حريضة بمديرية حريضة التابعة لمحافظة حضرموت، بلغ تعداد سكانها 177 نسمة حسب تعداد اليمن لعام 2004.